# Canton de Château-Chinon
Le canton de Château-Chinon est une circonscription électorale française située dans le département de la Nièvre et la région Bourgogne-Franche-Comté.

## Géographie
Le canton est organisé autour de Château-Chinon (Ville) dans les arrondissements de Château-Chinon (Ville) et de Nevers. Son altitude varie de 204 m (Limanton) à 857 m (Arleuf).

## Histoire
À la suite du redécoupage cantonal de 2014, les limites territoriales du canton sont remaniées. Le nombre de communes du canton passe de 15 à 40. Il s'affranchit alors des limites d'arrondissement avec 39 communes situées dans l'arrondissement de Château-Chinon (Ville) et une dans celui de Nevers (Montapas). Le bureau centralisateur est situé à Château-Chinon (Ville).

### Toponymie
La nomenclature officielle (INSEE) utilisait, jusqu'en 2008, la curieuse graphie Château-Chinon(Ville), sans espace dans le nom, conformément au nom officiel de la ville chef-lieu de canton jusqu'à cette date. En dehors de cet usage officiel, cette graphie était peu respectée, tandis que, dans le langage courant, est utilisée l’expression « canton de Château-Chinon », sans le terme « (Ville) » également souvent omis pour le nom de la commune chef-lieu de canton, mais non nécessaire aux noms de l’arrondissement ou du canton.
Avec l'établissement du Code officiel géographique de 2009, la graphie officielle du canton devient Canton de Château-Chinon (Ville) (avec un espace).
Depuis le redécoupage de 2014, le canton est officiellement dénommé « canton de Château-Chinon ».

## Représentation

### Conseillers d'arrondissement (de 1833 à 1940)
Le canton de Château-Chinon avait deux conseillers d'arrondissement.
| Période                                  | Période            | Identité                                        | Étiquette                | Qualité |
| ---------------------------------------- | ------------------ | ----------------------------------------------- | ------------------------ | --- |
| 1833                                     | 1848               | Simon Pierre Jean-Baptiste Petitier (1774-1863) |                          | Président du Tribunal de Château-Chinon                                                                     |
| 1833                                     | 1839               | Jean-Baptiste Vialay                            |                          | Médecin, maire de Château-Chinon-Ville (1831-1836 et 1845-1846)                                             |
| 1839                                     | 1848               | François Jules Ravary                           |                          | Juge au Tribunal de Château-Chinon                                                                          |
|                                          |                    |                                                 |                          | |
|                                          | 1883               | Jean-Louis-Lucien Camus                         | Républicain              | Maire adjoint de Château-Chinon-Ville                                                                       |
| 1877                                     | 1898               | Paul Lemoine                                    | Républicain              | Médecin, maire de Château-Chinon-Campagne (1878-1908)                                                       |
| 1883                                     | 1886               | Joseph Sourd (1828-1895)                        | Républicain              | Instituteur à Pazy puis percepteur, maire de Montreuillon (1878-1888 et 1892-1895)                          |
| 1886                                     | 1892               | Comte Henri de Chabannes                        | Droite                   | Propriétaire du château d'Argoulais, maire de Saint-Hilaire-en-Morvan                                       |
| 1892                                     | 1898               | Pierre Antoine Ducray                           | Républicain              | Avocat, suppléant du juge de paix, maire de Château-Chinon-Ville (1904-1906)                                |
| 1898                                     | 1904               | Jean-Baptiste Girard                            | Radical                  | Maire d'Arleuf                                                                                              |
| 1898                                     | 1904               | François Naudin                                 | Radical                  | Ancien instituteur, maire de Corancy                                                                        |
| 1904                                     | 1908 (décès)       | Paul Lemoine                                    | Libéral                  | Médecin, maire de Château-Chinon-Campagne                                                                   |
| 1904                                     | 1908 (destitution) | Charles Louis Perruchot                         | Bloc des gauches         | Notaire, adjoint au maire de Château-Chinon, suppléant du juge de paix                                      |
| 1908                                     | 1911 (décès)       | Pierre Gaston Boulin                            | Bloc des gauches         | Ancien maire de Château-Chinon-Ville (1900-1903)                                                            |
| 1908                                     | 1910 (décès)       | Pierre Heuzey                                   | Droite                   | Avocat à Paris, Député de la Mayenne (1901-1902) puis de la Nièvre (1910)                                   |
| 1910                                     | 1919               | Achille Bobin                                   | Bloc des gauches Radical | Marchand de vins en gros, maire de Montreuillon                                                             |
| 1910                                     | 1919               | Jean-Marie Rollot                               | Bloc des gauches         | Maire de Saint-Léger-de-Fougeret                                                                            |
| 1911                                     | 1919               | Jacques Guyot                                   | Radical                  | Maire de Corancy                                                                                            |
| 1919                                     | 1925               | Louis Bondoux                                   | Bloc National            | Ancien négociant, maire de Château-Chinon-Campagne                                                          |
| 1919                                     | 1928               | Jacques Monin                                   | Bloc national            | Négociant en vins, maire d'Arleuf                                                                           |
| 1925                                     | 1928               | Antoine Deschamps                               | Républicain              | Maire de Château-Chinon (1921-1929)                                                                         |
| 1928                                     | 1934               | Charles du Pré de Saint-Maur                    | Droite                   | Officier de dragons, propriétaire à Saint-Péreuse                                                           |
| 1928                                     | 1931               | Léon Bondoux                                    | SFIO                     | Docteur en médecine, maire de Château-Chinon-Campagne (1928-1945)                                           |
| 1931                                     | 1940               | Joseph Lesprit                                  | Entente républicaine     | Propriétaire à Arleuf                                                                                       |
| 1934                                     | 1940               | Henri Lenoir, dit Paulo                         | Indépendant              | Épicier, conseiller municipal de Montigny-en-Morvan                                                         |
| 1940                                     |                    |                                                 |                          | Les conseils d'arrondissement ont été suspendus par la loi du 12 octobre 1940 et n'ont jamais été réactivés |
| Les données manquantes sont à compléter. |                    |                                                 |                          | |

### Conseillers généraux de 1833 à 2015
| Période | Période      | Identité                                          | Étiquette          | Qualité |
| ------- | ------------ | ------------------------------------------------- | ------------------ | --- |
| 1833    | 1839         | Amable Pierre Buteau                              |                    | Avocat, juge de paix à Château-Chinon (Ville)                                                                                                 |
| 1848    | 1855         | Alain Louis Alexandre                             |                    | Maire d'Arleuf |
| 1855    | 1883         | Comte Albert de Champs de Saint-Léger (1801-1890) | Droite             | Maire de Saint-Léger-de-Fougeret |
| 1883    | 1899 (décès) | Jean-Louis Lucien Camus                           | Républicain        | Maire adjoint de Château-Chinon (Ville), conseiller d'arrondissement                                                                          |
| 1899    | 1919         | Georges Duprey                                    | Rad.               | Docteur en médecine Maire de Château-Chinon (Ville) (1906-1914) Élu en 1919 dans le Canton de Lucenay-l'Évêque                                |
| 1919    | 1925         | Jean-Marie Thévenin (1871-1934)                   | PRS                | Industriel Maire de Château-Chinon (Ville) (1919-1921 et 1929-1934)                                                                           |
| 1925    | 1931         | Louis Bondoux                                     | RG                 | Maire de Château-Chinon (Campagne) (1919-1929), conseiller d'arrondissement                                                                   |
| 1931    | 1940         | Léon Bondoux                                      | SFIO               | Médecin Maire de Château-Chinon (Campagne) (1929-1945), conseiller d'arrondissement Député (1936-1942) Nommé conseiller départemental en 1943 |
|         |              |                                                   |                    | |
| 1945    | 1970         | Léon Bondoux                                      | SFIO puis SE       | Médecin, ancien résistant Maire de Château-Chinon (Campagne) (1929-1945) Maire de Château-Chinon (Ville) (1945-1947) Député (1936-1942)       |
| 1970    | 2001         | René-Pierre Signé                                 | CIR puis PS        | Médecin - Maire de Château-Chinon (Ville) (1981-2008) Sénateur de la Nièvre (1986-2011)                                                       |
| 2001    | 2015         | Henri Malcoiffe                                   | PS (exclu en 2015) | Commerçant Maire de Château-Chinon (Ville) (2008-2014)                                                                                        |

### Conseillers départementaux depuis 2015
| Période élective | Période élective | Mandat | Mandat   | Identité        | Nuance | Nuance | Qualité |
| ---------------- | ---------------- | ------ | -------- | --------------- | ------ | ------ | --- |
| 2015             | 2021             | 2015   | 2021     | Michèle Dardant |        | DVG    | Retraitée de l'enseignement Maire de Châtillon-en-Bazois (2008-2020) Présidente de la commission Émancipation |
| 2015             | 2021             | 2015   | 2021     | Patrice Joly    |        | PS     | Magistrat Président du conseil général puis départemental (2011-2017) Ancien conseiller général du Canton de Montsauche-les-Settons (1992-2015) Président du Parc naturel régional du Morvan depuis 2010 Sénateur depuis 2017 |
| 2021             | 2028             | 2021   | en cours | Michèle Dardant |        | DVG    | Conseillère sortante, 9ème Vice-Présidente du conseil départemental |
| 2021             | 2028             | 2021   | en cours | Patrice Joly    |        | PS     | Conseiller sortant |

### Résultats détaillés

#### Élections de mars 2015
À l'issue du 1er tour des élections départementales de 2015, deux binômes sont en ballottage : Michèle Dardant et Patrice Joly (PS, 37,1 %) et Harold Blanot et Isabelle Paques (FN, 30,35 %). Le taux de participation est de 58,73 % (6 133 votants sur 10 443 inscrits) contre 53,03 % au niveau départemental et 50,17 % au niveau national.
Au second tour, Michèle Dardant et Patrice Joly (PS) sont élus avec 58,88 % des suffrages exprimés et un taux de participation de 59,67 % (3 237 voix pour 6 232 votants et 10 444 inscrits).

#### Élections de juin 2021
Le premier tour des élections départementales de 2021 est marqué par un très faible taux de participation (33,26 % au niveau national). Dans le canton de Château-Chinon, ce taux de participation est de 41,18 % (3 996 votants sur 9 703 inscrits) contre 34,28 % au niveau départemental. À l'issue de ce premier tour, deux binômes sont en ballottage : Michèle Dardant et Patrice Joly (PS, 43,68 %) et Georges Flecq et Chantal Marie Malus (DVC, 23,47 %).
Le second tour des élections est marqué une nouvelle fois par une abstention massive équivalente au premier tour. Les taux de participation sont de 34,36 % au niveau national, 37,18 % dans le département et 44,86 % dans le canton de Château-Chinon. Michèle Dardant et Patrice Joly (PS) sont élus avec 58,42 % des suffrages exprimés (2 296 voix pour 4 352 votants et 9 702 inscrits),,. 

## Composition

### Composition avant 2015
Le canton de Château-Chinon (Ville) regroupait 15 communes.
| Nom                                | Code Insee | Codepostal | Superficie (km2) | Population (dernière pop. légale) | Densité (hab./km2) |
| ---------------------------------- | ---------- | ---------- | ---------------- | --------------------------------- | ------------------ |
| Château-Chinon (Ville) (chef-lieu) | 58062      | 58120      | 4,28             | 2 092 (2012)                      | 489                |
| Arleuf                             | 58010      | 58430      | 59,77            | 824 (2012)                        | 14                 |
| Blismes                            | 58034      | 58120      | 26,89            | 169 (2012)                        | 6,3                |
| Château-Chinon (Campagne)          | 58063      | 58120      | 28,39            | 597 (2012)                        | 21                 |
| Châtin                             | 58066      | 58120      | 12,99            | 101 (2012)                        | 7,8                |
| Corancy                            | 58082      | 58120      | 30,15            | 311 (2012)                        | 10                 |
| Dommartin                          | 58099      | 58120      | 13,46            | 179 (2012)                        | 13                 |
| Fâchin                             | 58111      | 58430      | 13,88            | 113 (2012)                        | 8,1                |
| Glux-en-Glenne                     | 58128      | 58370      | 22,06            | 103 (2012)                        | 4,7                |
| Lavault-de-Frétoy                  | 58141      | 58230      | 15,27            | 66 (2012)                         | 4,3                |
| Montigny-en-Morvan                 | 58177      | 58120      | 20,09            | 323 (2012)                        | 16                 |
| Montreuillon                       | 58179      | 58800      | 35,55            | 283 (2012)                        | 8                  |
| Saint-Hilaire-en-Morvan            | 58244      | 58120      | 21,30            | 209 (2012)                        | 9,8                |
| Saint-Léger-de-Fougeret            | 58249      | 58120      | 32,19            | 321 (2012)                        | 10                 |
| Saint-Péreuse                      | 58262      | 58110      | 16,45            | 279 (2012)                        | 17                 |

### Composition depuis 2015
Le canton de Château-Chinon comprend désormais 40 communes.
| Nom                                    | Code Insee | Intercommunalité                 | Superficie (km2) | Population (dernière pop. légale) | Densité (hab./km2) | Modifier                                    |
| -------------------------------------- | ---------- | -------------------------------- | ---------------- | --------------------------------- | ------------------ | ------------------------------------------- |
| Château-Chinon (bureau centralisateur) | 58062      | CC Morvan Sommets et Grands Lacs | 4,28             | 1 857 (2022)                      | 434                | modifier les données · modifier les données |
| Achun                                  | 58001      | CC Bazois Loire Morvan           | 24,51            | 160 (2022)                        | 6,5                | modifier les données · modifier les données |
| Alligny-en-Morvan                      | 58003      | CC Morvan Sommets et Grands Lacs | 48,85            | 603 (2022)                        | 12                 | modifier les données · modifier les données |
| Alluy                                  | 58004      | CC Bazois Loire Morvan           | 27,44            | 368 (2022)                        | 13                 | modifier les données · modifier les données |
| Arleuf                                 | 58010      | CC Morvan Sommets et Grands Lacs | 59,77            | 641 (2022)                        | 11                 | modifier les données · modifier les données |
| Aunay-en-Bazois                        | 58017      | CC Bazois Loire Morvan           | 45,16            | 228 (2022)                        | 5,0                | modifier les données · modifier les données |
| Biches                                 | 58030      | CC Bazois Loire Morvan           | 24,55            | 254 (2022)                        | 10                 | modifier les données · modifier les données |
| Blismes                                | 58034      | CC Morvan Sommets et Grands Lacs | 26,89            | 187 (2022)                        | 7,0                | modifier les données · modifier les données |
| Brinay                                 | 58040      | CC Bazois Loire Morvan           | 15,90            | 145 (2022)                        | 9,1                | modifier les données · modifier les données |
| Château-Chinon                         | 58063      | CC Morvan Sommets et Grands Lacs | 28,39            | 555 (2022)                        | 20                 | modifier les données · modifier les données |
| Châtillon-en-Bazois                    | 58065      | CC Bazois Loire Morvan           | 19,26            | 835 (2022)                        | 43                 | modifier les données · modifier les données |
| Châtin                                 | 58066      | CC Morvan Sommets et Grands Lacs | 12,99            | 83 (2022)                         | 6,4                | modifier les données · modifier les données |
| Chaumard                               | 58068      | CC Morvan Sommets et Grands Lacs | 16,15            | 196 (2022)                        | 12                 | modifier les données · modifier les données |
| Chougny                                | 58076      | CC Bazois Loire Morvan           | 14,87            | 84 (2022)                         | 5,6                | modifier les données · modifier les données |
| Corancy                                | 58082      | CC Morvan Sommets et Grands Lacs | 30,15            | 281 (2022)                        | 9,3                | modifier les données · modifier les données |
| Dommartin                              | 58099      | CC Morvan Sommets et Grands Lacs | 13,46            | 156 (2022)                        | 12                 | modifier les données · modifier les données |
| Dun-sur-Grandry                        | 58107      | CC Bazois Loire Morvan           | 11,91            | 148 (2022)                        | 12                 | modifier les données · modifier les données |
| Fâchin                                 | 58111      | CC Morvan Sommets et Grands Lacs | 13,88            | 105 (2022)                        | 7,6                | modifier les données · modifier les données |
| Gien-sur-Cure                          | 58125      | CC Morvan Sommets et Grands Lacs | 11,04            | 90 (2022)                         | 8,2                | modifier les données · modifier les données |
| Glux-en-Glenne                         | 58128      | CC Morvan Sommets et Grands Lacs | 22,06            | 87 (2022)                         | 3,9                | modifier les données · modifier les données |
| Gouloux                                | 58129      | CC Morvan Sommets et Grands Lacs | 21,94            | 161 (2022)                        | 7,3                | modifier les données · modifier les données |
| Lavault-de-Frétoy                      | 58141      | CC Morvan Sommets et Grands Lacs | 15,27            | 69 (2022)                         | 4,5                | modifier les données · modifier les données |
| Limanton                               | 58142      | CC Bazois Loire Morvan           | 46,93            | 241 (2022)                        | 5,1                | modifier les données · modifier les données |
| Mont-et-Marré                          | 58175      | CC Bazois Loire Morvan           | 18,00            | 152 (2022)                        | 8,4                | modifier les données · modifier les données |
| Montapas                               | 58171      | CC Bazois Loire Morvan           | 23,48            | 275 (2022)                        | 12                 | modifier les données · modifier les données |
| Montigny-en-Morvan                     | 58177      | CC Morvan Sommets et Grands Lacs | 20,09            | 297 (2022)                        | 15                 | modifier les données · modifier les données |
| Montreuillon                           | 58179      | CC Tannay-Brinon-Corbigny        | 35,55            | 248 (2022)                        | 7,0                | modifier les données · modifier les données |
| Montsauche-les-Settons                 | 58180      | CC Morvan Sommets et Grands Lacs | 44,30            | 497 (2022)                        | 11                 | modifier les données · modifier les données |
| Moux-en-Morvan                         | 58185      | CC Morvan Sommets et Grands Lacs | 42,51            | 534 (2022)                        | 13                 | modifier les données · modifier les données |
| Onlay                                  | 58199      | CC Morvan Sommets et Grands Lacs | 19,54            | 162 (2022)                        | 8,3                | modifier les données · modifier les données |
| Ougny                                  | 58202      | CC Bazois Loire Morvan           | 8,17             | 27 (2022)                         | 3,3                | modifier les données · modifier les données |
| Ouroux-en-Morvan                       | 58205      | CC Morvan Sommets et Grands Lacs | 60,56            | 596 (2022)                        | 9,8                | modifier les données · modifier les données |
| Planchez                               | 58210      | CC Morvan Sommets et Grands Lacs | 43,65            | 308 (2022)                        | 7,1                | modifier les données · modifier les données |
| Saint-Agnan-en-Morvan                  | 58226      | CC Morvan Sommets et Grands Lacs | 23,87            | 139 (2022)                        | 5,8                | modifier les données · modifier les données |
| Saint-Brisson                          | 58235      | CC Morvan Sommets et Grands Lacs | 29,82            | 252 (2022)                        | 8,5                | modifier les données · modifier les données |
| Saint-Hilaire-en-Morvan                | 58244      | CC Morvan Sommets et Grands Lacs | 21,30            | 219 (2022)                        | 10                 | modifier les données · modifier les données |
| Saint-Léger-de-Fougeret                | 58249      | CC Morvan Sommets et Grands Lacs | 32,19            | 348 (2022)                        | 11                 | modifier les données · modifier les données |
| Saint-Péreuse                          | 58262      | CC Morvan Sommets et Grands Lacs | 16,45            | 202 (2022)                        | 12                 | modifier les données · modifier les données |
| Tamnay-en-Bazois                       | 58285      | CC Bazois Loire Morvan           | 10,53            | 166 (2022)                        | 16                 | modifier les données · modifier les données |
| Tintury                                | 58292      | CC Bazois Loire Morvan           | 23,28            | 161 (2022)                        | 6,9                | modifier les données · modifier les données |
| Canton de Château-Chinon               | 5802       |                                  | 1 028,94         | 12 117 (2022)                     | 12                 | modifier les données                        |

## Démographie

### Démographie avant 2015
| 1962  | 1968  | 1975  | 1982  | 1990  | 1999  | 2006  | 2011  | 2012  |
| ----- | ----- | ----- | ----- | ----- | ----- | ----- | ----- | ----- |
| 8 757 | 8 411 | 7 703 | 7 068 | 6 807 | 6 483 | 6 221 | 5 964 | 5 970 |

### Démographie depuis 2015
En 2022, le canton comptait 12 117 habitants, en évolution de −5,63 % par rapport à 2016 (Nièvre : −3,28 %, France hors Mayotte : +2,11 %).
| 2013   | 2018   | 2022   |
| ------ | ------ | ------ |
| 13 312 | 12 477 | 12 117 |